# 納伊布·布克萊
納伊布·阿曼多·布克萊·歐德斯（西班牙語：Nayib Armando Bukele Ortez；1981年7月24日—）是萨尔瓦多政治人物和商人，現任薩爾瓦多總統。布克萊早年退学经商，2012年代表法拉本多·马蒂民族解放阵线参加地方选举，并當選为新庫斯卡特蘭市長，从此步入政坛；2015年當選首都聖薩爾瓦多市長，並擔任該職至2018年。2017年10月，因被指控煽动分裂，布克尔被法拉本多·马蒂民族解放阵线開除黨籍。他後來宣布參選2019年薩爾瓦多總統選舉，並加入國家團結聯盟陣線，在2019年2月3日的總統選舉首輪投票中，布克尔擊敗了其他三位候選人，并於2019年6月1日就任萨尔瓦多總統。2023年，布克萊宣布謀求連任，引發憲法專家和媒體的批評。在薩爾瓦多，上一次有總統謀求連任已經是2014年，而上一次有總統成功連任是在1944年。2025年7月，薩爾瓦多國會通過宪法修正案，正式取消总统任期限制，這意味著布克萊有资格无限连任。

## 早年生活
納伊布·布克萊于1981年7月24日出生于萨尔瓦多首都圣萨尔瓦多，他的父亲是阿尔曼多·布克萊，母亲是歐德斯·布克萊。据《以色列时报》报导，布克尔的父系祖先是来自耶路撒冷及伯利恒的巴勒斯坦基督徒，而他的外祖母是罗马天主教教徒，外祖父则是希腊东正教教徒。但他的父亲阿尔曼多后来皈依了伊斯兰教并成了一位伊玛目，并于1992年主持建立了萨尔瓦多首座清真寺。
布克尔早年在萨尔瓦多中美洲大学就读，但他在18岁退学并创办了自己的企业，从此进入商界。据萨尔瓦多《灯塔报》在2014年的报导，布克尔的公司拥有山葉發動機在萨尔瓦多的专卖店；此外，他还经营着萨国数家企业。

## 初步參涉政治
2012年，布克尔步入政坛，他代表法拉本多·马蒂民族解放阵线参加了2012年萨尔瓦多地方选举中当选为新庫斯卡特蘭市长；2015年，他在当年的地方选举中当选为首都圣萨尔瓦多市长；在圣萨尔瓦多市长任内，布克尔曾经率团访问臺灣。
2017年，法拉本多·马蒂民族解放阵线指控布克尔煽動该党分裂，并以此為由将他驅逐出黨，爾後，布克尔创建了新思想党并试图代表该党参加2019年的总统大选，但因新思想党在2019年没有完成注册，因此该党没有资格推举总统候选人；布格磊于是加入了中間偏右的小政黨國家團結聯盟陣線並參選總統。在竞选之前，布克尔承諾惩罚貪腐、改善經濟和加強打擊犯罪的施政主张得到了不少选民的支持，他也在選前的民意調查中大幅領先其他對手。2019年2月3日，總統大選举办，布克尔以超過53%的得票率击败了所有对手并當選为總統。布克尔的当选也打破了法拉本多·马蒂民族解放阵线与民族主义共和联盟兩大黨长期主宰萨国政坛的局面。

## 总统生涯

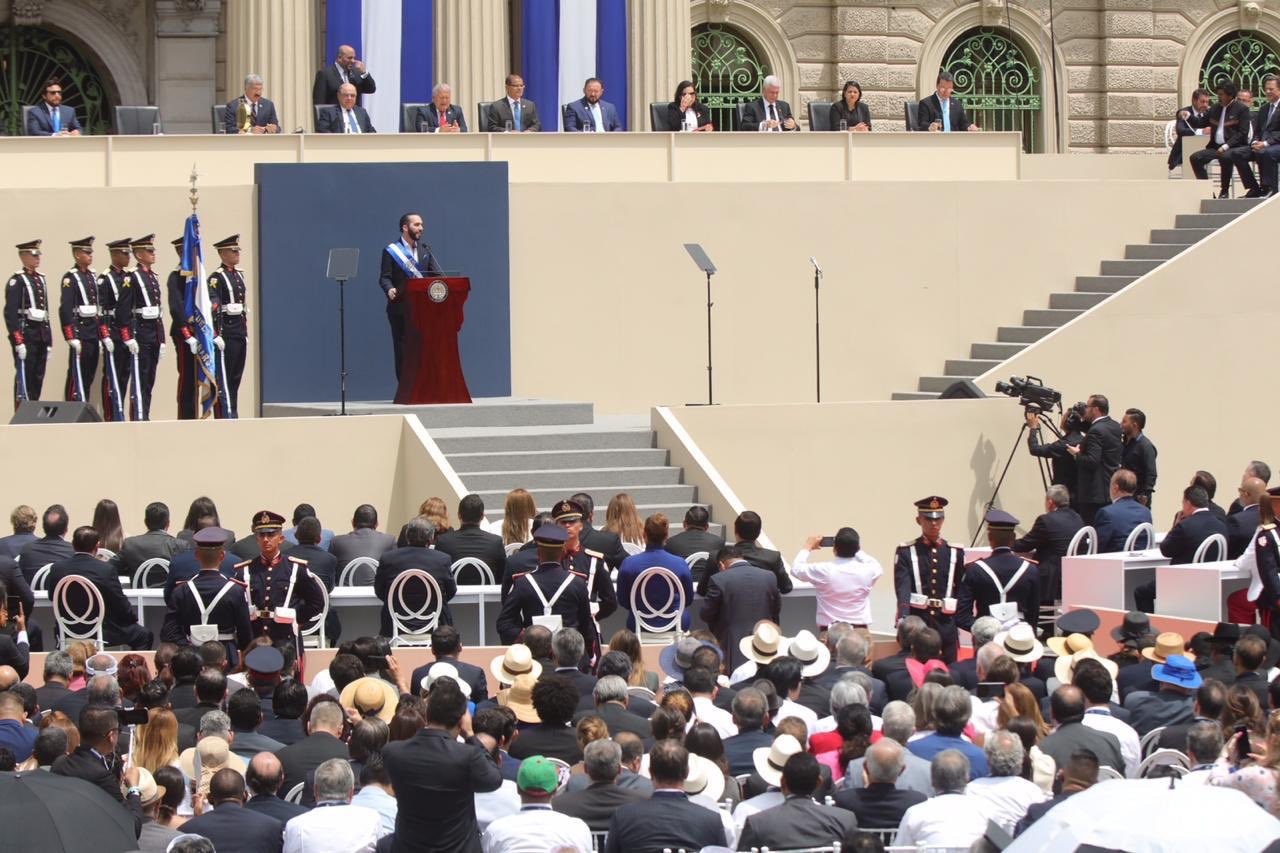
布克尔在就职典礼上发表演讲

在胜选之后，納伊布·布克萊于2019年6月1日接班萨尔瓦多·桑切斯·塞伦，宣誓就任萨尔瓦多总统，任期5年。

### 经济政策

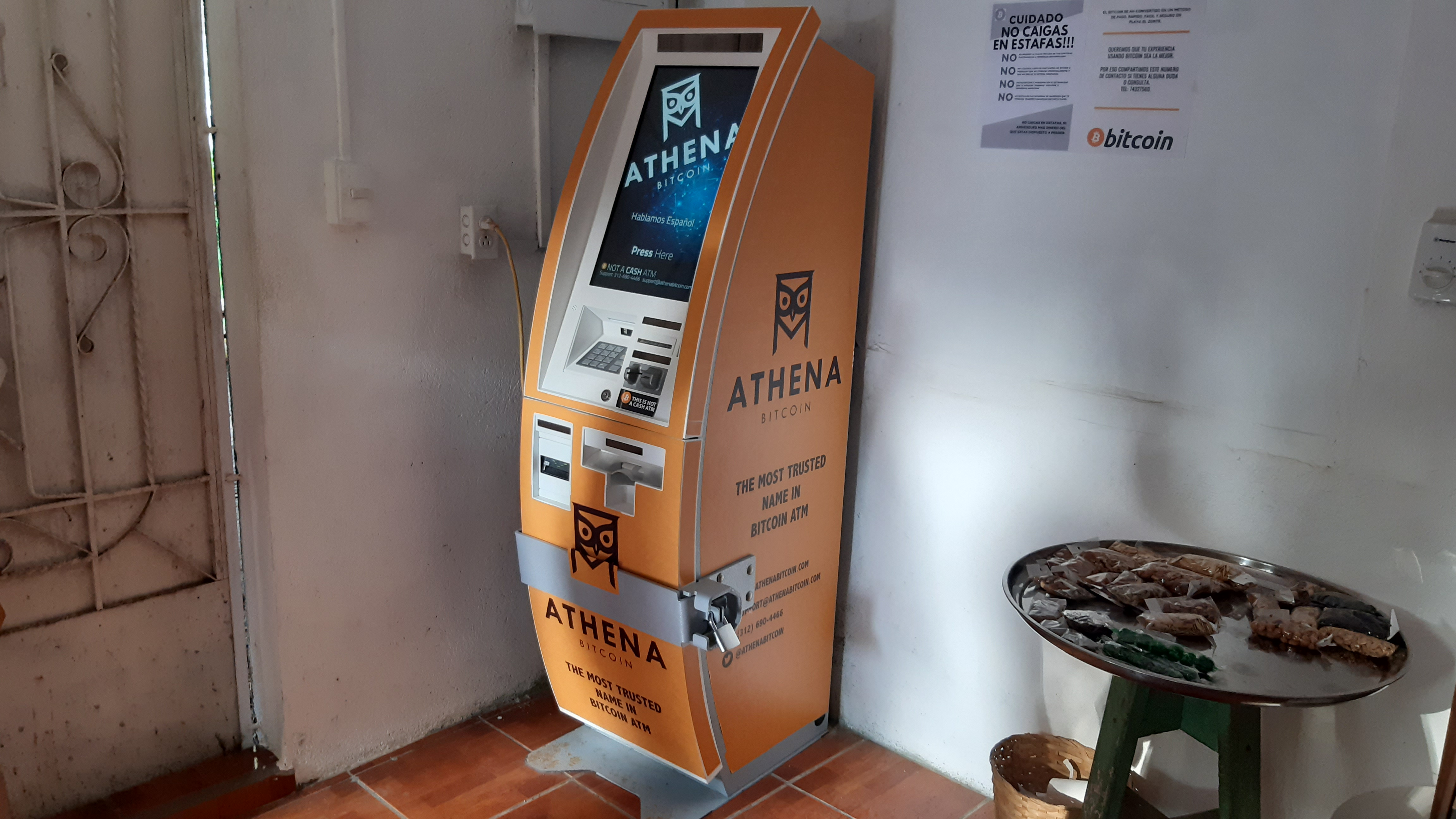
萨尔瓦多的一台比特币自动取款机

自2001年1月1日以来，萨尔瓦多政府以美元取代萨尔瓦多科朗成为该国的法定货币，并希冀通过美元能稳定该国的经济发展，但萨尔瓦多的经济状况并未因此得到根本改善。商人出身的布克尔上台后，开始将萨國打造成比特幣國家，薩爾瓦多立法議會也于2021年6月通过了《比特幣法》，规定比特币为与美元有同等地位的法定货币，并于2021年9月生效，萨尔瓦多也因此成为世界上首个以比特币作为法定货币的国家。但随着加密货币的贬值及国际市场信任度的下降，萨尔瓦多开始面临新的经济困境；该国国内不少民众也对布克尔的比特币战略持质疑态度。

### 打击犯罪
萨尔瓦多治安状况长期欠佳，黑帮组织MS-13及巴里奥-18经常发生火拼，导致国内平民死伤不断。布克尔因此實施嚴厲打擊犯罪的政策，并修订法律强化警察职权，加重对涉黑犯罪的惩罚力度；自2022年以来，萨尔瓦多有7万人在政府扫荡黑帮的行动中被逮捕入狱，该国前总统毛里西奥·富内斯也與黑幫勾結而被判有罪；2023年，萨国政府更修筑了反恐怖主义监禁中心，用以监禁黑帮成员。尽管萨国警察在执法期间时常受到侵犯人权的指控，但萨尔瓦多国内的治安状况还是因此得到了较大的改善，非法移民人数也相应地有所减少；布克尔的铁腕扫黑举措因此受到了不少拉丁美洲国家政治人物的推崇。
除了扫荡黑帮外，布克尔还惩罚国内官员的贪污腐败行为；在总统大选期间，布格磊就承諾上任后会打击贪腐，因此得到了不少选民的支持；就任后，萨尔瓦多政府搜查了涉贪的前总统克里斯第雅尼的家产；布克尔还计划建立关押白领罪犯的监狱，作為该国掃蕩貪腐工作中的一環。

### 外交

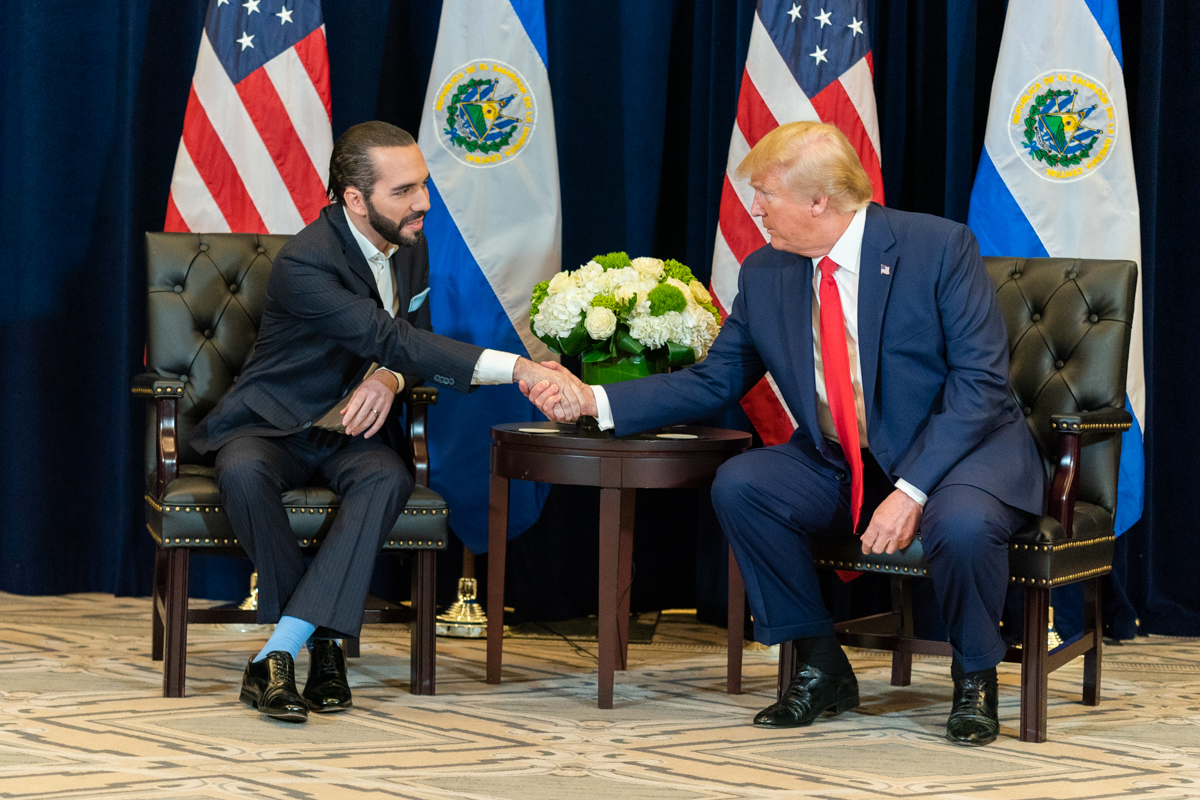
布克尔会见美国总统川普

纳伊布·布克萊在2019年参选期间对萨尔瓦多与中华人民共和国建交持批评态度，当选总统之初，他表示将在2019年6月1日上任后將重新審視與后者的外交關係，并调查前任政府跟北京建交的原因；布克尔的副手烏佑亞则向台湾媒体表示新政府不排除與中华民国恢復邦交關係。中华人民共和国政府对此表示不满，其外交部发言人陆慷更表示两国建交成果来之不易，值得共同珍惜。尽管如此，布克尔就任总统后还是承认了中华人民共和国在世界上的地位，维持前任政府时期与中国确立的邦谊，并表示不会与中华民国恢复邦交；此后，萨国与中国的贸易总额也有显著的增加。布克尔本人更于当年12月首次访华，期间，萨、中两国发表了《中華人民共和國和薩爾瓦多共和國聯合聲明》，据声明中的内容，中國將協助萨国興建一座大型體育場館、多樓層圖書館和淨水廠等基建设施；2020年，冠状病毒病开始在萨尔瓦多蔓延后，中华人民共和国也向萨尔瓦多提供了一些人道主义援助。
除了中华人民共和国之外，布克尔领导下的萨尔瓦多政府还致力于加强与东南亚、非洲及阿拉伯国家的外交关系；2019年6月15日，摩洛哥外交、非洲合作与海外侨民部长纳赛尔·布里达访问萨尔瓦多时，萨政府随即与摩洛哥宣称拥有主权的有限承认国家撒拉威阿拉伯民主共和国断交，转而加强与摩洛哥的外交关系，两国更于2022年互设大使馆。其中，萨尔瓦多在摩洛哥开设的大使馆更是该国在非洲的首个正式外交代表机构。同时，萨尔瓦多政府还陆续在土耳其、挪威、越南、新加坡等国开设了大使馆，以提升该国在世界上的外交影响力。